# دبيق الأطلس المتوسط
دبيق الأطلس المتوسط (باللاتينية: Bupleurum mesatlanticum) نوع نباتي ينتمي إلى جنس الدبيق من الفصيلة الخيمية.

## الموئل والانتشار
موطن هذا النوع المغرب العربي.